# Altri 365 giorni
Altri 365 giorni (Kolejne 365 dni) è un film del 2022 diretto da Barbara Białowąs e Tomasz Mandes, seguito del film 365 giorni - Adesso.
Il film è l'adattamento cinematografico del terzo ed ultimo romanzo della trilogia 365 giorni scritta da Blanka Lipińska.

## Trama
Il film si apre con Massimo che visita la tomba del fratello gemello Adriano, ucciso durante gli eventi finali del film precedente. Si reca poi a trovare Laura, che è sopravvissuta e sta guarendo dall'aggressione subita da Anna e Adriano. Nonostante il medico le abbia raccomandato di non avere rapporti intimi finché non sarà completamente guarita, Laura, sessualmente inappagata, seduce Massimo durante uno dei suoi incontri di lavoro. Più tardi, mentre si rilassa con la sua migliore amica Olga, Laura riflette sulla sua miracolosa sopravvivenza e si chiede cosa dovrebbe fare con la seconda possibilità che le è stata data. Riceve quindi una telefonata da Nacho, che si scusa per averle mentito e le dice che non riesce a smettere di pensare a lei. Laura lo respinge, ma ammette a Olga che, nonostante sia sposata, sta lottando con la sua forte attrazione per il rivale di Massimo.
Le due amiche si recano in un locale per rilassarsi e Laura si incontra con Massimo, con il quale fa sesso dopo aver assistito a uno spettacolo di spogliarello privato. Massimo, tuttavia, è ancora turbato dalla precedente fuga di Laura con Nacho su un'isola privata e la accusa di averlo tradito; è inoltre ancora alterato per il fatto che lei non gli abbia detto della sua gravidanza. Laura accusa la famiglia di lui di essere la causa della perdita del bambino. La mattina dopo, Massimo cerca di riconciliarsi con Laura facendo sesso, ma lei inizia a immaginare Nacho e lui si interrompe quando capisce che lei è distratta. Massimo si reca quindi in un club kink con i suoi soci, ma non tradisce Laura.
Sconvolta dalla prospettiva che il suo matrimonio vada in frantumi, Laura si tiene occupata facendo carriera nella moda e diventando ambasciatrice di un marchio di alta moda. Lei e Olga vengono invitate alla fiera della moda di Lagos e si recano così in Portogallo, dove anche Nacho si trova per coincidenza per una gara di surf. Laura cerca di evitarlo, ma non riesce a smettere di fare intensi sogni erotici su di lui. Alla fine si incontrano nel locale dove si svolge la sfilata di moda e, dopo aver scambiato due parole, Laura lo bacia e alla fine fanno sesso sulla spiaggia. Nacho rivela di aver salvato la vita di Massimo perché sapeva che Laura lo amava e che, sebbene anche lui sia innamorato di lei, la aspetterà senza forzarla a stare con lui. Laura torna in albergo, dove un Massimo furioso la affronta per il suo comportamento. Laura minaccia il divorzio e chiede una pausa nella relazione, e Massimo acconsente.
Laura torna in Polonia per riunirsi ai suoi genitori e ammette di non essere più sicura di chi sia veramente innamorata. La madre osserva che è quasi il suo 30º compleanno, il che significa che è passato quasi un anno dal primo incontro con Massimo, e incoraggia la figlia a dare precedenza alla propria felicità. In seguito Laura si ritrova a sognare un rapporto a tre con se stessa, Massimo e Nacho. Riceve quindi una telefonata da Olga, che la avverte che Massimo sa della sua relazione con Nacho e teme che Massimo la uccida. Una calma Laura decide che deve tornare in Sicilia per incontrare Massimo. Quando arriva, si rende conto che Nacho si è finto il suo autista. Lui le spiega che i suoi sentimenti per Laura non sono stati un amore a prima vista, ma un amore nato dall'amicizia, e la implora di stare con lui. Laura dice che ha bisogno di tempo per pensare e Nacho accetta ancora una volta di aspettare.
Laura incontra quindi Massimo sulla spiaggia, e lui si scusa per il suo comportamento controllante di prima e per non essere stato disponibile a sostenere Laura dopo la perdita del bambino. Quando Laura parla della sua relazione con Nacho, Massimo spiega che suo padre gli ha insegnato il valore di non forzare l'amore. Le chiede di decidere quale uomo scegliere, ma Laura non risponde.

## Produzione
L'inizio delle riprese è stato annunciato per il 2021, con set previsti in Italia e in Polonia. Anna-Maria Sieklucka e Magdalena Lamparska hanno ripreso i loro ruoli dai primi due film. Anche Michele Morrone è stato confermato nel ruolo del protagonista Massimo Torricelli.

## Distribuzione
Altri 365 giorni è stato distribuito il 19 agosto 2022 su Netflix

## Accoglienza

### Critica
Al pari dei precedenti film della trilogia, anche Altri 365 giorni ha ricevuto critiche negative pressoché unanimi, a causa della sceneggiatura lacunosa e della trama poco consistente. L'aggregatore di recensioni Rotten Tomatoes riporta una percentuale di gradimento dello 0%, basandosi su 6 recensioni.